# Rojda Aykoç

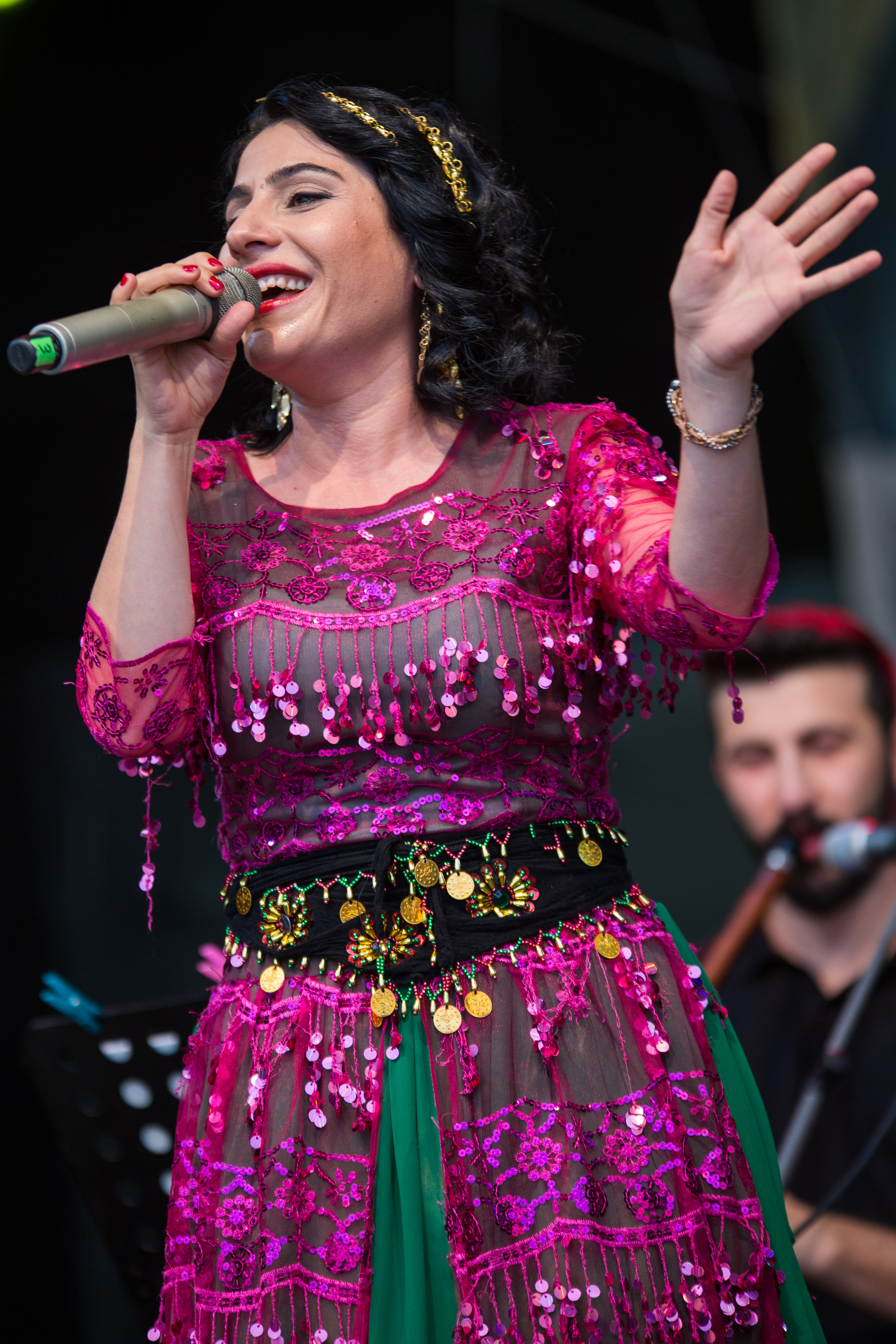
2015, beim TFF.Rudolstadt

Rojda Aykoç (* 1978 in Kurtalan als Kadriye Şenses) ist eine kurdische Sängerin aus der Türkei.

## Leben
Der Internetseite rojdarojda.com gibt folgende Zeitangaben zum Leben von Rojda Aykoç: Rojda wurde 1978 im Dorf Tütün bei Kurtalan in der Provinz Siirt, Südostanatolien, geboren. Nach ihrem Schulbesuch ging sie 1991 zum Musikstudium nach Istanbul und begann mit der Band Koma Gulên Xerzan aufzutreten, die ihr Bruder leitete. Seit 1993 arbeitete diese Band mit dem „Mesopotamischen Kulturzentrum“ (Mezopotamya Kültür Merkezi: MKM) zusammen. 1994 nahm die Gruppe ihr erstes Album mit dem Titel Ji Bîr Nabin (Die Unvergesslichen) auf. Ihr zweites Album, Sonda me (Unser Eid), entstand 1997; das darin eingespielte Lied Helimcan machte Aykoçs Stimme populär. Im selben Jahr schloss sie sich der aus elf Frauen bestehenden Gruppe Koma Asmîn an, die sie später wieder verließ. Das dritte Album von Koma Gulên Xerzan, Rûkena Min, erschien 2005, die Videoclips zu den darauf eingespielten Liedern Memet kanî und Elo dîno wurden auf einem Videoclipfestival in Zaxo als beste Videoclips nominiert. 2006 verließ sie Koma Gulên Xerzan und begann ihre Solokarriere unter dem Namen Rojda. Ihr erstes Soloalbum Sebra min erschien 2006.
2014 erschien mit Kezî (kurdischer Nebentitel: Stranên dengbejê jin, türkischer Nebentitel: Kadın Dengbej Şarkıları, englischer Nebentitel: Women's Voice And Feeling In The Culture Of The Dengbêj) ein Album von Rojda, das der alevitisch-kurdische Musiker Ozan Aksoy als besonders ausgereift, „ehrgeizig“ und für Musikliebhaber und Musiker kurdischer Musik „bedeutend“ einstufte. Dieses allen kurdischen Musikerinnen gewidmete und von Kom Müzik produzierte und vertriebene Projekt strebte an, einige besonders hochwertige Gedichte kurdischer Frauen zu bewahren. Die aus weiblicher Perspektive gesungenen Gedichte und erzählenden Texte enthalten als Erzählkunstformen Klagelieder, Schlaflieder, sowie moderne und traditionelle gesungene Gedichte. Einige Lieder sind in Struktur und Form äußerst komplex. Ein ausführliches Booklet enthält Texte und Informationen zu den Melodien in Kurmandschi mit türkischer und englischer Übersetzung.

## Freiheitsstrafe für Performance des Liedes „Heval Kamuran“
Am 9. Februar 2010 wurde Rojda Aykoç in ihrer Wohnung wegen „Propaganda für eine illegale Organisation“ verhaftet und zum Polizeipräsidium Beşiktaş gebracht, da sie das kurdische Lied „Heval Kamuran“ auf einem Festival in Diyarbakır gesungen hatte, welches vom dortigen Stadtrat organisiert worden war. Innerhalb weniger Stunden, in denen eine eidesstattliche Aussage Rojda Aykoçs zu dem Lied aufgenommen wurde, wurde sie wieder auf freien Fuß gesetzt. Nachdem sie am 11. Februar 2010 vor Gericht ausgesagt hatte, wurde Rojda Aykoç am 25. März 2010 vom 4. Hohen Strafgericht in Diyarbakır wegen „Verbreitung von Propaganda für eine illegale Organisation“ (Art. 7/2 des türkischen Anti-Terror-Gesetzes) auf zwei verschiedenen Konzerten zu einer Freiheitsstrafe von einem Jahr und acht Monaten verurteilt. Das vom Gericht in Diyarbakır ausgesprochene Strafmaß, das auf jeweils ein Jahr für den Vortrag des Liedes „Heval Kamuran“ auf zwei verschiedenen Konzerten des 9. Kultur- und Kunst-Festivals in Diyarbakır vom 27.–30. Mai 2009 lautete, wurde später „wegen guter Führung“ auf zehn Monate Freiheitsstrafe für jeden der beiden Auftritte abgemildert. Während ihrer Auftritte in Diyarbakır sollen aus dem Publikum Symbole der verbotenen PKK und von PKK-Führer Abdullah Öcalan gezeigt worden sein. Ihr Prozess mit der Verhängung der Freiheitsstrafe von einem Jahr und acht Monaten für Rojda Aykoç wegen „Verbreitung von Propaganda für die verbotene PKK“ erfolgte zu einem Zeitpunkt, als die parlamentarische Verfassungskommission einen Gesetzesvorschlag annahm, der Wahlkampagnen in traditionell alltäglich von türkischen Bürgern gesprochenen Sprachen – somit auch Kurdisch – zuließ, womit eine der Hauptforderungen der pro-kurdischen BDP erfüllt wurde.
Rojda Aykoç gehört zu den 160 Künstlern, die zu einem Treffen mit dem türkischen Premierminister Recep Tayyip Erdoğan am 20. Februar 2010 eingeladen wurden, um über die kurdische Frage zu diskutieren, doch hatte sie bereits im Vorfeld angekündigt, nicht daran teilzunehmen, und blieb dem Treffen fern. Dass die Sängerin nur wenige Tage vor dem Treffen mit dem Premierminister verhaftet wurde, wurde auch als besonders ironisches Beispiel für die paradoxe Situation bezeichnet, dass in die Phase der sogenannten „kurdischen Öffnung“ weiterhin Terrorismusvorwürfe gegen kurdische Künstler erhoben wurden.

## Diskografie

### Mit der Band Koma Gulên Xerzan
- 1992: Ji Bîr Nabin[11][12]
- 1998: Sonda me[13]
- 2008: Rûkena Min[14]

### Solo-Alben
- 2006: Sebra Min[15]
- 2011: Hat[16]
- 2012: Stranên Bijartî[17]
- 2014: Kezî - Stranên dengbejê jin[18][19]
- 2018: Siyam[20]
- 2020: Bazin[21]

### Weitere Veröffentlichungen
- 2004: Hinê Bînin, in: diverse Interpreten: Şahiya Stranan, Vol. 2[22]
- 2011: Delale, in: diverse Interpreten: Şahiya Stranan, Vol. 3[23]
- 2015: Seltane, in: diverse Interpreten: TFF Rudolstadt 2015, (aus der Reihe: TFF Rudolstadt), 2015 (Heideck – HD20155)[24]

### Solo EPs
- 2024: Stranên Akustîk[25]

### Solo-Singles (Auswahl)
| - 2006: Le Buke - 2006: Ax Le Gıdye - 2006: Esmera Mın - 2006: Gelmiş Bahar - 2006: Xeriba Beyani - 2006: Wey Dıl - 2006: Yar Hay Ninay - 2011: Xurfani - 2011: Sal Çu - 2011: Hey Nabe - 2012: Evdo - 2014: Şengal - 2018: Gülbahar - 2018: Ezim Ezim - 2018: Dîsa Dîlan - 2018: Hey Lê Lê - 2018: Çavreşê Lê | - 2018: Potporî - 2018: Wey Lo Dilo - 2018: Ne Oldu - 2018: Tû Şêrînî - 2018: Çi Tofan Bu (mit Mikail Aslan) - 2019: Ey Yarim (mit Abdal) - 2020: Evîndarî - 2020: Delaleb Ho Delalê - 2020: Nîna - 2021: Ax Lê Zeryê - 2021: Çiyayê Sîpan - 2021: Kuro Neke - 2022: Hey Dilo - 2022: Heyrano (mit Kadnes) - 2023: Narînê - 2023: Heval |